# Сельские скауты
«Сельские скауты» (тайск. ลูกเสือ ชาว บ้าน, буквально — «Тигры деревни») — таиландское общественное движение и добровольческое военизированное формирование. Комплектуется из монархически настроенных крестьян-буддистов (преимущественно зажиточных). Патронируется королём Таиланда. В 1970-е годы крестьянское антикоммунистическое ополчение сыграло заметную роль в подавлении КПТ и леворадикальных движений. В настоящее время противостоит мусульманскому сепаратизму в южных районах Таиланда.

## Создание, развитие, массовость
Первые волонтёрские формирования таиландских крестьян стали создаваться в середине 1950-х. Они выполняли вспомогательные функции при пограничной страже. Состояли отряды из мелких землевладельцев, во главе стояли правоконсервативные политики. Задачей этих ополчений было противодействие коммунистическому проникновению из-за границы. 
Эффективность быстро оценили государственные силовые структуры Таиланда. Финансирование крестьянского ополчения взяло на себя МВД. Всемерное покровительство движению оказал король Пхумипон Адульядет Рама IX. Монарх и члены его семьи неоднократно посещали сосредоточения «Сельских скаутов» и благословляли их. С начала 1970-х по середину 1980-х через отряды «Тигров деревни» прошли около 10 миллионов человек. Официальное учреждение организации в общенациональном масштабе состоялось в 1971 году.

## Опора трона
Осенью 1973 леворадикальное студенческое движение опрокинуло военное правительство Танома Киттикачона—Прапата Чарусатьена. В соседних странах установились коммунистические режимы. В самом Таиланде усилилась компартия. На этом фоне «Сельские скауты» превратились в важный фактор внутриполитической борьбы — массовую опору монархии и правых кругов. 
В 1974 году армейский «отдел внутренней безопасности» во взаимодействии с МВД и королевской полицией принял участие в формировании низовых антикоммунистических организаций. Движение «Девятая сила» («Навапон») консолидировало городских торговцев, мелких производителей и буддийских монахов. Организация «Красные гауры» рекрутировала люмпенизированную и криминальную молодёжь. «Сельские скауты» охватывали консервативно настроенное крестьянство. Их идеология в принципе не отличалась от «Навапон»: верность королю, национализм, буддизм, защита собственности и традиционного порядка. Различие состояло только в социальном составе и гораздо большей массовости «Тигров деревни».
Все эти структуры ориентировались на королевский двор и армию. Таким образом, правая часть таиландского общества организовалась в мощную и разветвлённую политическую систему.

## Роль в правом перевороте
«Сельские скауты» сформировали вооружённые отряды для борьбы с коммунистическими партизанами. Специальные группы были делегированы в города, где присоединились к «Навапон» и «Красным гаурам». Была налажена схема координации с армейской спецслужбой. По мере необходимости осуществлялись оперативные переброски в разные районы страны. 
«Тигры деревни» активно участвовали в массовых монархических акциях и столкновениях с коммунистами. Они сыграли важнейшую роль в разгроме левого студенческого движения, которое, в свою очередь, выступало авангардным отрядом КПТ. 6 октября 1976 года отряды «Сельских скаутов», прибывшие в Бангкок, вместе с полицией и «Красными гаурами» участвовали в Таммасатской резне. Погибли десятки левоориентированных студентов. В тот же день военный переворот адмирала Сангада Чалорью привёл к власти крайне правое антикоммунистическое правительство Танина Краивичьена, видного деятеля «Навапон».

## Переориентация на нового противника
Разгром левых сил, оттеснение КПТ в глубокое подполье, постепенное подавление коммунистического партизанского движения снизили актуальность «Сельских скаутов». Формально движение не было упразднено, но в 1980—1990-е годы его активность почти сошла на нет. Возобновилась она в 2000-х, когда на юге Таиланда развернулось вооружённое движение мусульманских сепаратистов. 
Новые отряды «Тигров деревни» формируются под руководством местных губернаторов и занимаются охраной инфраструктурных объектов. В отдельных случаях крестьянские ополчения подключались к армейским операциям. В настоящее время в боеготовности пребывают около 20 тысяч «Сельских скаутов».